# Le Remords
Le Remords est un film muet français réalisé par Louis Feuillade sorti en 1908 tourné dans la Cité de Carcassonne.